# Nikita Willy
 (juillet 2023).
Pour les articles homonymes, voir Willy.
Nikita Purnama Willy, née le 29 juin 1994 à Jakarta, est une actrice et chanteuse indonésienne.

## Biographie
Nikita Willy commence sa carrière comme mannequin publicitaire. En 2000, elle a l'occasion de jouer dans son premier feuilleton, intitulé Jin dan Jun. Après cela, Nikita Willy joue dans les feuilletons Hari Potret et Ratu Malu and Jendral Kancil.
Nikita s'entraîne aux arts martiaux mixtes et au fitness aux États-Unis. Aux États-Unis, Nikita devient une artiste martiale mixte, une bodybuildeuse et un modèle de fitness alors qu'elle s'entraîne pour l'UFC,.

## Vie personnelle
Nikita Willy se fiance à Indra Priawan, le fils de Chandra Suharto et Karlina Damiri, en juillet 2020, et ils se marient le 16 octobre 2020. Ils se marient en utilisant la coutume de Minangkabau. La grand-mère de Priawan, Mutiara Siti Fatimah, est propriétaire de la société indonésienne de taxis Blue Bird Group, et il est de la troisième génération de cette société aux côtés de son frère et de ses cousins.
Nikita Willy donne naissance à son premier fils le 7 avril 2022, nommé Issa Xander Djokosoetono, au Cedars-Sinai Medical Center à Los Angeles (États-Unis).